# 堀越なぎさ
堀越 なぎさ（ほりこし なぎさ、1991年11月30日-)は、日本の元AV女優。

## 略歴・人物
2016年12月にデビューした豊満体型の巨乳AV女優。ギルフィー所属。
2018年8月10日、同日をもって所属事務所を退所しAV女優を引退したことをツイート。

## 出演作品

### アダルトDVD
2016年
- 筋骨たくましい海の救助隊員 小麦肌の豊満Gcupボディ 現役ライフセーバーAVデビュー!（12月19日、E-BODY））

2017年
- SOD女子社員 第36回 王様ゲーム 7名のおっぱいもま●こも好き放題ひとりじめ! 男は1人だけだから全員が1本ち○ぽにまっしぐら! モテラブ独占ハーレム王様ゲーム（2月2日、SODクリエイト）※「梅津真央美」名義　共演:渡邊里奈、森香奈、高木恵、雨宮静香、鷲見久美歌、佐久間妙子
- 風俗の常識 「試してTRY!」 ソープランド編 素人娘が初めてのすべすべローションでヌルッと挿入って…そのまま生ハメSEX!!（3月2日、SODクリエイト）他出演:須永ひより、佐々木ひな
- 人妻ナンパ自宅中出し×PRESTIGE PREMIUM 欲求不満な人妻5名in目黒・新宿 01（3月3日、プレステージ）他出演:成海夏季、堀内真帆、若菜まゆ、大倉みゆ
- 田舎のスイミングスクールだから先生が3人で生徒は僕ひとりだけ! 男は僕ひとりのハーレム水泳教室 競泳水着がむっちりクイ込みまくりの巨乳インストラクターに囲まれてモテモテ中出し三昧!!（3月18日、ROCKET）共演:今井ゆあ、川越ゆい
- 目の前でいつものオナニー見せてくれた女子（3月20日、スターパラダイス）他出演:レイコ、未帆、あきら
- 逆NTR【驚愕】 親友(淫乱巨乳)に夫を奪われた私（4月13日、タカラ映像）
- 電気屋のお姉さんの爆乳おっぱいにHなイタズラ（4月20日、スターパラダイス）
- 借金妻の肉体返済 夫には内緒にしてください（4月20日、スターパラダイス）他出演:彩奈リナ、一条リオン、宮崎あや
- 『ノー』と言えないヅマヒト急増中。 ヤレる人妻ハンティング 旦那に内緒で副職AV女優。 人の良さそうなヤリマン奥さんをナンパ 発掘→即ハメ→淫乱女優化計画 @三鷹（4月25日、ビッグモーカル）他出演:香澄莉緒、椎名沙月、南瀬奈、菅野瞳
- 母親と息子の親子キャンプ一転野外で孕ませ近親青姦 2 〜ハミ出しビキニの巨乳ママがキャンプ場でスケベな息子と危険日中出しヤリまくり!!〜（5月18日、ROCKET）共演:塚田詩織、神山なな
- 顔出し!巨乳女子大生限定 ザ・マジックミラー 徹底調査! 男女の友達同士で初めての密着おっぱぶ体験! in池袋 リアル素人大学生が日本一エロ〜い車の中で2人っきり♥ 大きなおっぱいを揉んで吸われて興奮してしまった男女はそのままSEXしてしまうのか!?（5月19日、ディープス）※「はるえ」名義　他出演:かすみ、さきほ、りの、れい、ことみ
- 人妻生保レディのフェラチオ勧誘（5月20日、スターパラダイス）他出演:一条リオン、夏目レイコ、彩奈リナ、柳あきら
- うちの母にかぎって… 「(息子には)内緒にしてください…。」焦らされて限界を迎えた母は僕のクラスメイトにカラダを許した 【寝取られ】熟女中出し【NTR】なぎさ（5月25日、ビッグモーカル）
- 女子柔道VS女子アマレス リベンジ女子格バトル（6月5日、トラウマアート）共演:YUNI
- なぎさちゃんと一緒に快感トレーニング!（6月13日、Fitch）
- 街角!ラブラブカップル挑戦ゲーム! 彼女のマ○コに仕込んだお宝カプセルを10分以内に彼氏のチ○ポで掻き出せたら賞金GET!のはずが不甲斐ない彼氏は失敗して… 賞金がどうしても欲しいカップルに今回だけは特別に救世主デカチン男優があらわる!?使いますか?やめますか?（6月25日、MARX）※「えりか」名義　他出演:みさき、ゆか、あい
- アクシデントレズバトル 〜完全にヤバい・レズ女性の修羅場〜（7月10日、トラウマアート）共演:YUNI　他出演:神楽アイネ、横山夏希
- 鍋パNTR リア充気取りの僕が非リアな同僚のためになんとなく妻の友達を呼んで鍋パーティーをしてやった結果（7月13日、タカラ映像）
- でっかい尻のお姉さんもスケベに決まってる（8月1日、MARRION）
- Gカップ 身長165cm 水泳インストラクターの日焼け跡エロマッチョボディー（8月8日、マザー）
- 夏だよっ! 海ナンパ 2 土下座でオトして顔騎でイカせろ!! ビキニギャルと真夏の絶頂SEX（8月10日、ホットエンターテイメント）他出演:雪美えみる、松浦まいこ、悠月アイシャ ほか
- 自宅でゆる〜い格好をして過ごす美熟女妻は息子の友人を無自覚に挑発!視線に気づくと…さらに誘惑し痴女る!（8月11日、MAGIC）他出演:小早川怜子、佐伯かのん
- 超有名証券会社勤務のムッチリ巨乳女はプライド捨てる程にSEX狂いでチンチン舐めさせて下さい。気持ち良くなりたいです。とドM宣言するスケベ女。（8月13日、えむっ娘ラボ）※「紀香」名義
- パーソナルトレーナー 健康エロBODY 妄想トレーニングFUCK（8月18日、upson）
- MAGIC NANPA! vol.50 美人妻限定!! ナンパ生中出し in 早稲田（8月25日、MAGIC）共演:春見風歌　他出演:双葉良香、一条巳緒
- ヤレる人妻回春マッサージ 16 〜中出し交渉盗撮〜（9月1日、変態紳士倶楽部）他出演:AIKA、優希絵理奈、美玲、藤川れいな
- スマホの無料通話でセフレにエロ動画を要求され 盗撮アプリで激イキオナニーを流出された素人女子 10名4時間（9月1日、変態紳士倶楽部）他出演:花咲いあん、AIKA、優希絵理奈、中村日咲、咲坂花恋、中里美穂、桜木エリナ、新川優衣 ほか
- ROCKETユーザーリクエスト妄想ワールド 男女逆転して女性だけトップレスの世界 水泳部編、スポーツジム編、家庭編（9月7日、ROCKET）共演:高野しずか、相澤ゆりな
- お茶の間の将棋番組で聞き手の知的美人な女流アシスタントの着衣横パイ隆起がボイン過ぎて邪魔で肝心の駒が見えなくてどうにも気になって終盤の勝負所で三手詰めが読めません（9月13日、MARX）他出演:今井ゆあ、神山なな
- 今にも水着から巨乳がポロリ! のぼせたって絶対見逃すものか!! スパリゾートで生巨乳がこぼれんばかりの小さめの水着を着ている巨乳若妻グループが久しぶりの旅行で大はしゃぎ!浮かれまくってるし水着が小さいから下乳見えるはこぼれ落ちそうだはで目が離せない!!今か今かとその瞬間を待っていたらいとも簡単にその時はすぐ訪れた!しかも何度も何度も訪れた!!当然、こぼれ落ちる生巨乳をガン見していたら勃起!!勃起していたらバレてしまいヤバいと思ったけど若妻たちは興奮しだしてボクのチ○ポを奪い合い!!精子が出なくなるまで何度も何度も中出しさせられちゃいました!!（9月19日、Hunter）共演:若槻みづな　他出演:橘咲良、黒木澪、玉木くるみ、笹倉杏
- 「中出しされて妊娠したくないならママ友をここに呼び出してよ!」 絶倫少年ママ友連鎖中出し輪姦（9月19日、アパッチ）共演:若槻みづな、荒木ありさ、二宮和香 ほか
- 超絶倫童貞少年! 6 もうヤメて!と逃げる義姉を追いかけハメまくる! 突然出来た義理のお姉ちゃんは超ヤリマン!いつも超無防備だからパンチラ胸チラしまくりでボクは毎日勃起しまくり!ボクの勃起をからかうお姉ちゃんもいつしか勃起にムラムラして発情!我慢できなくなって「フェラだけだったらいいよ…」とボクのチ○ポに…。貪りついてきたら最後、ボクももうフェラだけでは我慢できません!! 戸惑うお姉ちゃんを無視してとにかく腰を振って腰を振って色々な場所でヤリまくっちゃいました!! 何度も何度も発射してボクのチ○ポが勃起しなくなるまで何度もヤリました! ※もう何度ヤッたか分かりません!!（10月7日、Hunter）他出演:橘咲良、黒木澪、若菜奈央、南まゆ
- 子供の運動会後のパパママだけのオトナの悪ノリ飲み会ビデオ!!（10月7日、クンカ）共演:有馬優羽
- 買い物帰りの突然の雨にノーブラ&パツパツシャツで慌てて男子トイレに飛び込んできたソソる奥様! どしゃぶりで外に出る事もできない2人の微妙な時間…ムラムラ勃起してきたボクに気付いた奥様は体を拭いてあげると言いながら股間を触ってきて…!?（10月19日、SOSORU×GARCON）他出演:西園さくや、若槻みづな
- 痴漢相談所痴漢 8 〜繰り返される痴漢行為〜 母娘SP!（10月19日、アパッチ）共演:佐々木ひな　他出演:日比乃さとみ、羽生ありさ、北川ゆず ほか
- 男装 巨乳女子（10月24日、マザー）
- ノーブラで僕を誘惑する隣に引っ越してきたエッチな巨乳奥さん（11月2日、グローリークエスト）
- ドミネーションレズプロレス 2 貧弱スレンダーアイドル VS Gカップアスリートアイドル（11月6日、プリンシプル）共演:横山凛
- 田舎に住むボクの実家が民泊に!? 都会から巨乳女子大生たちがやってきてドキドキ共同生活!? 家族3人で暮らすには広すぎる我が家。兄妹もみんな成人して実家を出ていってしまい、余った部屋を親が民泊として貸し出した!知らない人が我が家に泊まるとは…。しかし、その宿泊客が都会の若い女子大生たち!親も我が家のように使って下さいと言うもんですから、ノーブラ薄着で家を歩く始末。薄着で歩くから当然、胸チラ、乳首透け当たり前で女性に慣れていないボクはそれを見て勃起しっぱなし…。そんなボクを見た都会の女子大生たちは気持ち悪がるどころか面白がってエロく誘惑してくるので…（11月7日、Hunter）共演:西村まこ、佐々木ひな　他出演:羽生ありさ、玉木くるみ、月本愛
- 『おばさんだけど良かったら練習台にして思いっきりエッチして。何度失敗してもいいから…』 父親が再婚してキレイで何をしても怒らない底無しに優しくて巨乳過ぎる義母が出来た!!思春期真っ盛りの童貞のボクには刺激が強過ぎるけど日々ガン見!ガン見していたら当然勃起!!勃起していたら当然、バレてしまい気持ち悪がられると思ったら心優しい義母は『おばさんだけど私でよかったらSEXの練習台になってあげようか?私の体好きにしていいよ!』と言ってきた!!もちろん遠慮なく童貞喪失させてもらいました!!当然、うまくいくわけがなく何度も何度も中に出しちゃったけど怒られることなく本当にじっくりゆっくり最高の童貞喪失ができた!!と思ったら義母は義母で父親と全くご無沙汰らしく超欲求不満で一度SEXしたらボクのチ○ポが勃起しなくなるまで何度も何度も求めてきました!!（11月19日、Hunter）他出演:清城ゆき、笹倉杏、三原ほのか、羽生ありさ ほか
- 実験!超絶媚薬クリームの効果って本当? 街角奥さんたちに電マで10分間ゲーム!をしてみたらヤばい結果に… 超絶媚薬クリームの使用前と使用後をご覧ください（11月19日、熟女はつらいよ）他出演:石原ルリカ、矢田美紀子 ほか
- 酔った勢いでレズNTR 彼女と同級生の女子会ビデオを見せられて… 〜私の大好きな彼女が、知らない女に寝取られました〜（11月19日、ビビアン）共演:永井みひな、白石雪愛 ほか
- HYPER FETISH ハイレグいやらしクィーン（11月25日、デジタルアーク）
- 【NTR実況】 その時、妻は… case3 8/23 なぎさ（12月7日、JET映像）
- センズリ鑑賞会 恥じらい素人娘に見せつけちゃいました 29（12月10日、ホットエンターテイメント）他出演:唯川希、君色花音、悠月アイシャ、成海さやか、笹倉杏、伊東真緒、明里ともか、小泉沙彩、黒木澪、渚なつ、小西悠、雪美えみる、水谷杏、白石雪愛、春日部このは ほか
- 【後悔】昇進したくて女好きの人事のオヤジ専務に温泉旅行に誘われ女房をコンパニオン紛いに接待させようと充てがったらエスカレートして身体の要求をしてきてもはや収拾つかなくなり結局中出しまでされた一部始終（12月14日、タカラ映像）共演:吉岡奈々子、近藤ゆき
- 熟女限定 熟女が部屋にやって来たお持ち帰り盗撮 そのままAV発売へ 1 身長170センチ!日焼け爆乳編（12月19日、熟女バンク）※「典子」名義　他出演:真奈
- 自宅へ強引に訪問営業してきた生保レディに昏睡薬品を嗅がせて眠らせやりまくったので投稿します!（12月19日、熟女はつらいよ）他出演:石原ルリカ ほか
- 食い込み挑発 ハイレグ撮影会（12月25日、デジタルアーク）他出演:石原ルリカ、鈴ノ木桜、藤にいな、斉藤みゆ、葵千恵、鈴屋いちご、緒方ルナ、清水愛菜 ほか

2018年
- 熟れマ○コくぱぁ（1月5日、クリスタル映像）他出演:佐々木あき、水谷杏、藤にいな
- 「夫がインポテンツEDで性生活が皆無です…」 夫がEDの妻が医師に相談するとそれよりも奥さんが気持ちよくなれるようにと感度が1000倍になるという薬を処方された話 キスだけでもアクメという「薬」をその場で処方された様子をごらんくださいwww（1月19日、熟女はつらいよ）他出演:朝比奈菜々子、石原ルリカ ほか
- 突然、目の前のお姉さんに挑発されて（1月20日、スターパラダイス）他出演:レイコ、未帆、あきら ほか
- NTR チ○コを握って離さない淫ら妻たち（2月2日、クリスタル映像）他出演:佐々木あき、水谷杏、藤にいな
- パンティーびしょ濡れ女子校生 シミの上から指ズボオナニー 4（2月7日、デジタルアーク）他出演:石原ルリカ、藤にいな、斉藤みゆ、葵千恵、鈴屋いちご、緒方ルナ ほか
- 駐輪場で拘束され固定媚薬バイブで放置イキしながら助けを求める巨乳若妻を犯さずにいられますか? 全員中出しVer.（2月19日、アパッチ）他出演:有馬優羽、若槻みづな、渡辺芽衣 ほか
- 相席居酒屋昏睡テロ ボクが通っている相席居酒屋でお酒に昏睡薬を混入して女性たちとやりまくったので投稿します。（2月19日、熟女はつらいよ）他出演:石原ルリカ ほか
- TSFふたなりドクター抜刀小百合 〜ふたなり婦人科 秘密のカルテ〜（3月21日、ROCKET）共演:碧しの、小川桃果、池上まひろ
- 素人カップル対抗! 男女混合エロプロレス 3 〜勝てば賞金!負けたら自慢の彼女がリングで寝取られ罰ゲーム〜（3月21日、ROCKET）共演:橋下まこ、悠月アイシャ、本多恵
- 福利厚生 オフィス出張マッサージ盗撮（3月23日、MAGIC）他出演:有坂つばさ、安田亜衣 ほか
- 『神・展・開!!』 7 偶然見かけた「目が奪われる瞬間」に、その後があるとしたら…。（3月23日、MAGIC）他出演:クロエ、桐山結羽
- 子供の頃はよく遊んだねぇ あの頃と随分変わったねぇ 葬儀で数年ぶりに大人になって再会した親戚と不謹慎ながらめちゃくちゃセックスした話 「ねぇだめよぉ親戚同士こんなこと 昔はこんなんじゃなかったじゃない ハぁハぁ」（3月25日、レッド）他出演:愛華みれい、横山凛 ほか
- レッド突撃隊SP企画! デジタルタイマーと音量計でゲームスタート! 声出しちゃダメよ!イッたら負けよ! 3分間電マに耐えたら10万円ゲーム 「ダメダメ!それ以上刺激されると変になっちゃうぅぅぅぅ」（3月25日、カルマ）他出演:澁谷果歩、愛華みれい、星川ういか、美咲まや、永井みひな、川越ゆい、近藤ゆき、百合川さら、池内涼子、白川あまね、香苗レノン、横山凛、かさいあみ、佐々木莉那 ほか
- ガチナンパ! 大宮編 恥じらいイキッぱ敏感女子にガン無視ピストン!追撃中出し!（4月15日、ナンパーズ）他出演:永峰みずき、四ツ葉うらら、豊中アリス、水川かずは
- 魔法のストップウォッチ!仲居さんや宿泊客たちを?! 時間よ止まれ! チラリズム! 旅先の温泉旅館でやりたい放題! めくり放題!のぞき放題!さわり放題!なんでもやり放題?!（4月25日、レッド）他出演:愛華みれい、永井みひな、川越ゆい、百合川さら、澁谷果歩 ほか
- ヒロイン復帰 Xウーマン編（5月11日、GIGA）
- ハメ撮り!盗撮!全国のNTR覇者たち! 勝手にAV配信! 友だちの奥さんを寝取ったことのある人はその映像を投稿してください! 「ハぁハぁダメぇ私結婚してるんだから…」（5月19日、熟女はつらいよ）他出演:ひらり ほか
- ナンパGET!お持ち帰り!(美人限定) 俺の部屋盗撮 ナンパ持ち帰り中出しSEXそのままAVにwww 2（5月25日、レッド）他出演:伊東あずさ、小泉沙彩 ほか
- 同じ社宅に住む同僚の奥さんを寝取る… NTR人妻クロロホルムレイプ動画（6月13日、カルマ）他出演:澁谷果歩、苑田あゆり、夏希のあ、桐山結羽 ほか
- KARMAナンパ隊が行く! 素人NTR中出しナンパ! カップルをナンパして彼氏が別室でデレデレ浮気している映像を見せ付けて彼女を寝取っちゃえ!（6月13日、カルマ）他出演:あやね遥菜、星空もあ、横山夏希、真田美樹 ほか
- 素人男女観察! モニタリングAV 上司と部下の上下関係を徹底検証!! 『上司と部下で王様ゲームしてみませんか?』 飲み会帰りでホロ酔い気分の上司と部下の2人きりで賞金付き王様ゲームにチャレンジしてみませんか? 最初は上司に気を使い命令も出来ない部下も、賞金目当てに調子に乗った命令をするうちに、上司の思わぬ恥じらいを見てしまい興奮? 引くに引けない上司にキワドイ命令連発で立場逆転エッチへ（6月19日、お夜食カンパニー）他出演:橘メアリー、黒瀬萌衣、横山夏希
- 俺たちのエロイ妄想 あっちこっちで社内露出!ソソる露出女子社員にフル勃起!! ある日突然俺にだけ女子社員が全裸に見え始めた! 他の同僚や先輩にはスーツ姿に見えているらしい…なぜ?気まずい様子の俺に「どうかしたんですか?」と全裸で近づいてくる女子社員…もう嫌われてもいい、このままじゃ仕事にならない、と正直に打ち明けると…恥ずかしがりつつもわざときわどい仕草を見せつけてくる!?さらに勃起が止まらない俺に「今も裸に見えますか…?」と挑発してくる女子社員!これは間違いなく誘ってる!?もう辛抱たまりません!押し倒しても嫌がるそぶりを見せない女子社員と勤務中に一発ハメちゃいました!!（6月21日、SOSORU×GARCON）他出演:愛里るい、黒瀬萌衣
- 男性社員たちの中に泥酔した妻 妻の会社の送別会 セクハラ胴上げビデオ（6月25日、レッド）他出演:さくらみゆき、石原ルリカ、百合川さら、小峰みこ、卯水咲流、近藤ゆき、愛華みれい、かさいあみ、水原あお、新條希、月野ゆりあ、小泉沙彩、伊東あずさ、成宮はるあ ほか
- 宙に浮くほどのエンドレスハードピストン サイレント絶頂イキ中出し痴漢 ネットカフェVer.（7月19日、アパッチ）他出演:優月まりな、加藤あやの、黒瀬萌衣、花咲いあん
- 寝取られ NTR 妻が地元の友だち(DQN)に結婚祝いということで飲み会を開いてもらい夫婦で招待されました 3（7月25日、レッド）他出演:愛華みれい、横山凛、佐々木莉那
- 因果応報!彼女が狙われた! DQNに拉致されたボクの彼女 ガンつけ抵抗もDQNたちに犯されているビデオ（7月25日、レッド）他出演:二階堂紗希、伊東あずさ、小泉沙彩
- 露天風呂 覗き常習犯の男が昏睡薬を入手し昏睡○○○していた顛末 4（8月7日、東京スペシャル）他出演:愛華みれい、横山凛、佐々木莉那
- 夫が国家機密機関に勤める妻たち 誘拐奥さん 脅迫ビデオ 電マの拷問に耐える妻は…（8月7日、東京スペシャル）他出演:卯水咲流、百合川さら、成宮はるあ、愛華みれい、近藤ゆき、伊東あずさ、小泉沙彩、小峰みこ、新條希、さくらみゆき、石原ルリカ、月野ゆりあ、水原あお、かさいあみ、二階堂紗希
- 町内会の掲示板に「無料オイルエステ」を募集したところやってきた奥さんたち 媚薬茶を飲ませたあとに施術したら欲求不満な奥さんたちは理性を失い自ら紙パンツを破き求めてくる（8月19日、熟女はつらいよ）他出演:矢田美紀子 ほか